# راسل کلمن
راسل کلمن (زاده ۳ ژانویه ۱۹۷۶) یک وکیل و سیاستمدار آمریکایی است که در حال حاضر به عنوان پنجاه و دومین دادستان کل کنتاکی مشغول به کار است. او قبلاً به عنوان دادستان ایالات متحده برای منطقه غربی کنتاکی از سال ۲۰۱۷ تا ۲۰۲۱ خدمت کرده است
کلمن در مناطق روستایی کنتاکی غربی بزرگ شد و در شهرستان‌های گریوز، دیویس و لوگان بزرگ شد و از دبیرستان شهرستان لوگان فارغ‌التحصیل شد. او هر دو مدرک کارشناسی و حقوق خود را از دانشگاه کنتاکی دریافت کرد.